# MobyGames
MobyGames es un sitio web dedicado a catalogar videojuegos, tanto del pasado como del presente. El sitio contiene una extensa base de datos de información de videojuegos. El objetivo del sitio web se define así en el propio sitio: "Catalogar meticulosamente toda la información relevante acerca de juegos electrónicos (computadora, consola, y arcade) en una manera de juego-por-juego, y luego ofrecer esa información a través de preguntas flexibles y minería de datos. En términos comunes, esta es una base de datos sobre juegos enorme". En 2020 este catálogo incluye alrededor de 270 plataformas de juegos separadas (consolas, computadoras y artefactos de mano incluyendo teléfonos celulares) desde 1950 hasta el presente y más de 115 400 juegos únicos.

## Descripción
La base de datos de MobyGames es completamente relacional, quiere decir que la información se puede buscar por una variedad de maneras. La base de datos contiene información sobre videojuegos y juegos de computadora, desarrolladores de videojuegos y distribuidoras y son categorizados por año, fabricante y plataforma.
El software Moby también desarrolla listas de juegos relacionados. Por ejemplo, todos los juegos en la serie de Ultima se incluyen en una lista del grupo. Los juegos indirectamente enlazados también están agrupados, que van desde las variaciones del Tetris a las licencias de Los Simpson.
También, todas las versiones de un juego en particular lanzado para diversas plataformas también están agrupados en una lista especial. Los juegos son separados por su jugabilidad y la similitud entre sí. Así que a pesar de que dos juegos compartan el mismo nombre o la licencia, ellos solamente componen la misma hoja de juego si la jugabilidad representada es la misma (o casi la misma). Por lo tanto, un juego como Tom Clancy's Splinter Cell, lanzado para plataformas de capacidad 3D (Xbox, PlayStation 2, GameCube, Windows) está separada de Splinter Cell como aparece en el Game Boy Advance o N-Gage.
El contenido de MobyGames se agrega de forma voluntaria. Las ideas son similares a una wiki, aunque no idénticas. Las contribuciones anónimas no se permiten. Además, toda la información presentada en MobyGames es verificada individualmente por los usuarios con el acceso de Aprobador antes de que entre a la base de datos. Las cuentas de usuario son gratis y requieren solamente una dirección de correo electrónico válida.
MobyGames también mantiene una lista extensa de desarrolladores, tales como programadores, diseñadores de juegos y artistas. Esta lista se almacena de la información de créditos para los juegos en su base de datos. Algunas "rap sheet" de desarrolladores (como los llama MobyGames) tienen información biográfica, de manera similar a cómo IMDb localiza créditos para diversos actores de cine y equipos de rodaje.
Casi toda la información sobre un juego se incluye en MobyGames. Cada entrada puede incluir un resumen, los créditos, información de lanzamiento (a través de diversos países y lanzamientos - se documentan muchas reediciones del precio del presupuesto), exploración de carátulas de juegos, capturas de pantalla (las reglas para contribuir son estrictas, asegurando la calidad), reseñas (ilimitadas), especificaciones técnicas para el juego, curiosidades, consejos y trucos, y enlaces para la compra o el comercio del juego. MobyGames no ofrece ningún tipo de juego descargable, demo o parche, opinando que esas funciones es mejor dejarlas a los desarrolladores. Tampoco llevan noticias de juegos pues hay muchos otros sitios web dedicados a esa tarea.
Una de las firmas de MobyGames es que permite que sus usuarios clasifiquen sus juegos preferidos. Los juegos mejor clasificados entonces se ofrecen en una serie de listas clasificadas por el género, el sistema, el año, etc. Hay también una lista para "Los 25 juegos más grandes de todos los tiempos".

## Premios
MobyGames fue nominado a un Premio Webby para Mejor Sitio Web relacionado con el Juego por la Academia Internacional de Artes y Ciencias Digitales el 11 de abril de 2006, pero no pudo ganar.